# I Got Next
I Got Next è il terzo album solista del rapper statunitense KRS-One, pubblicato il 20 maggio del 1997 e distribuito dalla Jive Records.
Tra i produttori figurano Showbiz e Puff Daddy. Partecipano all'album, tra gli altri, Angie Martinez e Redman.
I Got Next raggiunge la terza posizione nella Billboard 200 e la seconda tra gli album hip hop, finendo anche tra i primi cento album hip hop nella classifica di fine anno.

## Recensioni
| Recensione           | Giudizio |
| -------------------- | -------- |
| AllMusic             | [ 1 ]    |
| Robert Christgau     | *        |
| Rolling Stone        | [ 5 ]    |
| The Source           | [ 6 ]    |
| Entertainment Weekly | A-       |

Stephen Thomas Erlewine di Allmusic gli assegna 4/5 stelle, recensendo positivamente il terzo lavoro solista di KRS-One: 
«Lavorando coerentemente e mantenendo le sue modeste ambizioni, KRS-One diviene uno dei rapper più coerenti della propria generazione, facendo uscire una serie di pubblicazioni notevolmente forti. I Got Next non offre nulla di nuovo per il rapper, ma è un set ben costruito che è estremamente convincente, sia dal punto lirico sia da quello musicale. Dimostra che è possibile invecchiare degnamente nell'hip-hop.»
Il critico musicale Christgau inserisce l'album tra le sue menzioni d'onore (una stella): «quello che ottiene davvero sono le basi, per una volta».

## Tracce
1. 1st Quarter: The Commentary – 0:18 (musica: KRS-One)
2. 2nd Quarter: Free Throws – 2:16 (musica: KRS-One)
3. The MC – 3:05 (testo: Lawrence Parker, Domingo Padilla – musica: Domingo)
4. I Got Next - Neva Hadda Gun – 4:11 (KRS-One)
5. Heartbeat (featuring Angie Martinez & Redman) – 3:07 (testo: Parker, Reginald Noble, L. Hill, K. Keaton, B. Robinson, M. Dewese – musica: KRS-One)
6. Step into a World (Rapture's Delight) (featuring Keva) – 4:50 (testo: Parker, Jesse West, Chris Stein, Deborah Harry, H. Palmer – musica: Jesse West)
7. A Friend – 4:13 (testo: Parker, Rodney Lemay – musica: Showbiz)
8. H.I.P.-H.O.P. (featuring Thor-El) – 2:11 (testo: Parker, Thor-El – musica: KRS-One)
9. Halftime – 0:40 (testo: Parker, Gordon Williams – musica: Gordon Williams)
10. 3rd Quarter - The Commentary – 0:17 (musica: KRS-One)
11. Klassicks – 0:59 (musica: DJ Chiper, Thembisa)
12. Blowe (featuring Redman) – 3:06 (testo: Parker, Noble, Lemay – musica: Showbiz)
13. Real Hip-Hop, Pt. II (featuring Lamont Fields & Mic Vandalz) – 3:41 (testo: Parker, S. Bouchet, S. Griffith, T. Hooks – musica: KRS-One)
14. Come to da Party (featuring Anthony Mills) – 2:10 (testo: Parker, Anthony Mills – musica: KRS-One)
15. Can't Stop, Won't Stop – 3:59 (testo: Parker, Lawrence Muggerud – musica: DJ Muggs)
16. Over Ya Head – 2:17 (testo: Parker – musica: KRS-One, Gordon Commissioner)
17. Out for Fame (featuring G. Simone & Bervin Harris) – 4:51 (testo: Parker, Edward Nappi, Peter Hines, Peter Mengede, G. Simone – musica: KRS-One Aggiuntivi: Edward Nappi, Peter Hines, Peter Mengede.)
18. 4th Quarter: Free Throws – 1:46 (musica: KRS-One)

Durata totale: 47:57
Traccia bonus
1. Step into a World (Rapture's Delight) (Remix) (featuring Puff Daddy & Keva) – 6:03 (musica: Sean "Puffy" Combs, Stevie J)

## Classifiche

### Classifiche settimanali
| Classifica (1997)         | Posizione massima |
| ------------------------- | ----------------- |
| Canada                    | 17                |
| Stati Uniti               | 3                 |
| US Top R&B/Hip-Hop Albums | 2                 |

### Classifiche di fine anno
| Classifica (1997)         | Posizione massima |
| ------------------------- | ----------------- |
| US Top R&B/Hip-Hop Albums | 67                |